# 바실리 시나이스키

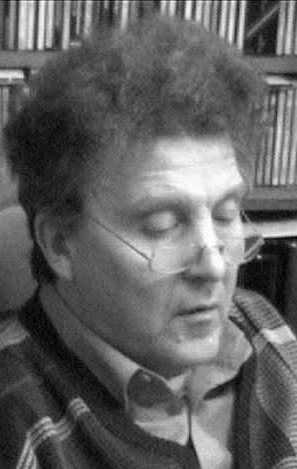

바실리 시나이스크(러시아어: Васи́лий Серафи́мович Сина́йский), 1947년 4월 20일 ~ )는 러시아의 지휘자이자 피아니스트이다. 코미 공화국의 인타에 위치한 아베즈 굴라크 출신이다.
레닌그라드 컨서바토리에서 일리야 무신에게 배움. 키릴 콘드라신의 어시스턴트(모스크바 필하모닉)
1973 카라얀 콩쿠르 금메달.
1991-1996 모스크바 필하모닉 상임지휘자. 1996년부터 BBC심포니 오케스트라 객원 상임. 러시아 국립 교향악단을 상임지휘자 2004-2005
2007년부터 스웨덴 말머 오케스트라의 상임지휘자
상트페테르부르크 지휘과 교수.